# Łudogorec Razgrad

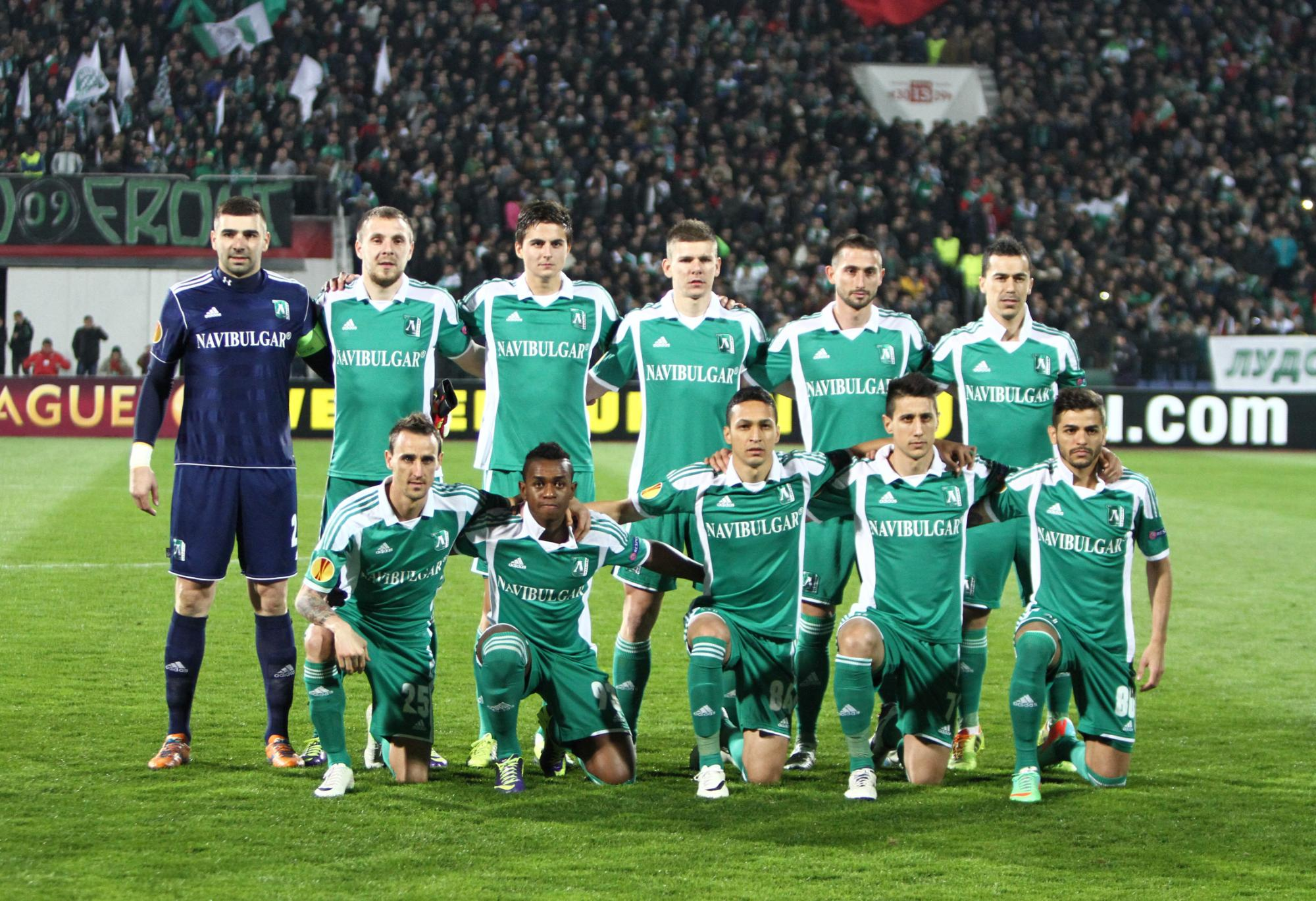
Łudogorec w Lidze Europejskiej UEFA 2013/2014

Profesijonalen Futbolen Kłub Łudogorec 1945 Razgrad (bułg. Професионален Футболен Клуб Лудогорец 1945 Разград) – bułgarski klub piłkarski z siedzibą w mieście Razgrad.

## Historia
Klub został założony 18 czerwca 2001 jako „Łudogorije Razgrad” z inicjatywy Aleksandyra Aleksandrowa (obecny Prezes Zarządu) i Władimira Dimitrowa. Łudogorije (region w Bułgarii, tłumaczony jako „szalony las”) rozpoczął swoje istnienie od najniższego poziomu piłki nożnej w kraju, początkowo grał swoje mecze na stadionie Bałkanfarma. W 2002 roku przyjął nazwę klubu „FK Razgrad 2000” po fuzji z nim. FK Razgrad powstał 27 lipca 2000 i szkolił tylko dzieci i młodzież. Po połączeniu klub przystąpił do rozgrywek na szczeblu dorosłych. Na początku przez kilka lat łatwo wygrywał swoją grupę, ale rezygnował z udziału w kwalifikacjach o awans do III ligi. Dopiero w sezonie 2005/06 zespół ponownie zajął pierwsze miejsce w swojej grupie i awansował do północnej grupy III ligi.
Punktem zwrotnym w historii klubu była inwestycja przemysłowców bułgarskich Kiriła i Georgiego Domusczijewów. Dzięki ich wsparciu w 2010 roku klub awansował do II ligi. Zmienił nazwę na „PFK Łudogorec 1945 Razgrad” i kontynuował tradycje klubu Łudogorec 2003 Razgrad, działającego w latach 1945–2006. Sezon 2010/2011 również zakończył sukcesem – klub zdobył mistrzostwo II ligi i awansował do A PFG. W sezonie 2011/2012 klub zdobył Mistrzostwo i Puchar Bułgarii. W 2014 roku klub po raz pierwszy awansował do fazy grupowej Ligi Mistrzów, pokonując w dwumeczu rundy play-off drużynę Steaua Bukareszt (0:1, 1:0 k. 6:5). Powtórzył to w 2016 roku, gdzie pokonał Viktorię Pilzno 4:2 (2:0, 2:2). Łudogorec Razgrad gra 14 sezonów w lidze bułgarskiej i zdobył 14 tytułów mistrza Bułgarii.

## Sukcesy
- Mistrzostwa Bułgarii:
  - Mistrzostwo (14x): 2011/2012, 2012/2013, 2013/2014, 2014/2015, 2015/2016, 2016/2017, 2017/2018, 2018/2019, 2019/2020, 2020/2021, 2021/2022, 2022/2023, 2023/2024, 2024/2025
- Puchar Bułgarii:
  - Zdobywca (4x): 2011/2012, 2013/2014, 2022/2023, 2024/2025
- Superpuchar Bułgarii:
  - Zdobywca (4x): 2012, 2014, 2018, 2019
- Liga Mistrzów UEFA:
  - Faza grupowa (2x): 2014/2015, 2016/2017
- Liga Europy UEFA:
  - 1/8 finału (1x): 2013/2014

## Obecny skład
Stan na 28 lipca 2022
| Nr | Poz. | Piłkarz                   |
| -- | ---- | ------------------------- |
| 1  | BR   | Sergio Padt               |
| 3  | OB   | Anton Nedjałkow (kapitan) |
| 4  | OB   | Cicinho                   |
| 5  | OB   | Georgi Terziew            |
| 6  | PO   | Jakub Piotrowski          |
| 8  | PO   | Claude Gonçalves          |
| 9  | NA   | Thiago                    |
| 10 | NA   | Matías Tissera            |
| 11 | NA   | Kirił Despodow (kapitan)  |
| 12 | BR   | Simon Sluga               |
| 14 | OB   | Denni Gruper              |
| 15 | OB   | Pedro Henrique            |

| Nr | Poz. | Piłkarz          |
| -- | ---- | ---------------- |
| 17 | NA   | Jorginho         |
| 20 | PO   | Nonato           |
| 21 | OB   | Žan Karničnik    |
| 23 | PO   | Show             |
| 24 | OB   | Olivier Verdon   |
| 30 | OB   | Ihor Płastun     |
| 37 | NA   | Bernard Tekpetey |
| 64 | PO   | Dominik Jankow   |
| 73 | NA   | Rick             |
| 82 | PO   | Iwan Jordanow    |
| 90 | NA   | Spas Delew       |
| 95 | PO   | Cauly            |

### Piłkarze na wypożyczeniu
| Nr | Poz. | Piłkarz                                            |
| -- | ---- | -------------------------------------------------- |
| 29 | NA   | Dorin Rotariu (w PAE Atromitos do 30 czerwca 2023) |

| Nr | Poz. | Piłkarz                                             |
| -- | ---- | --------------------------------------------------- |
| 51 | OB   | Iłker Budinow (w Spartaku Warna do 30 czerwca 2023) |

## Stadion

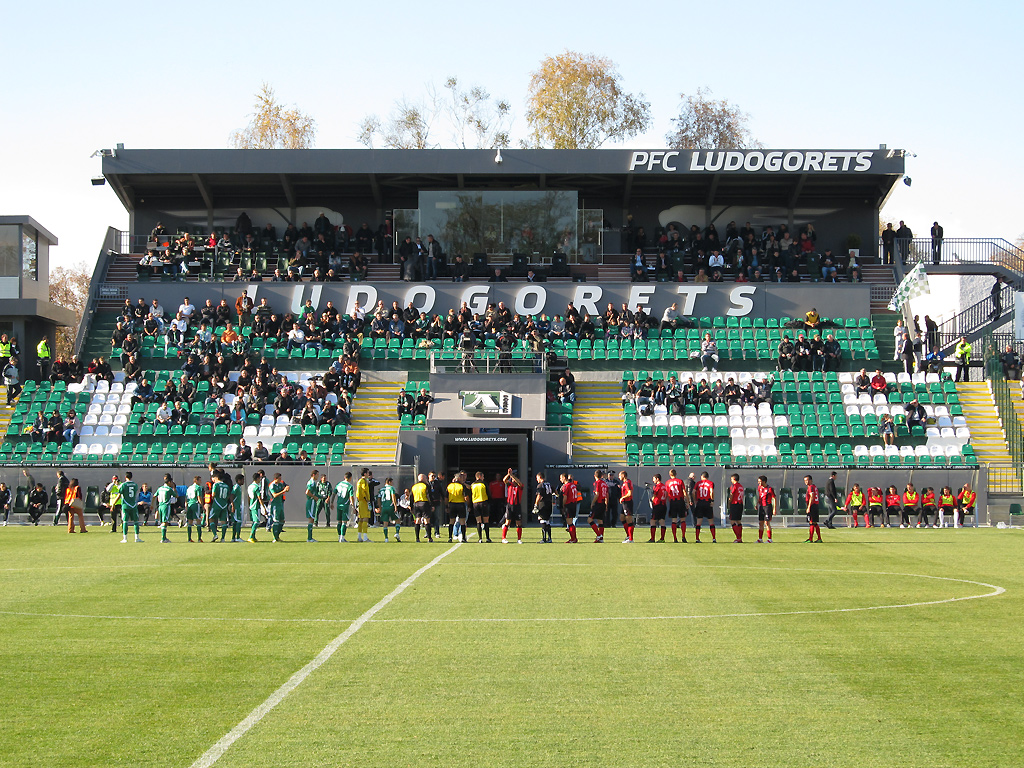
Stadion Łudogorca Razgrad

Łudogorec Arena może pomieścić 8000 widzów.